# 日本麦氏草
日本麦氏草（学名：Molinia japonica）为禾本科麦氏草属下的一个种。